# Rudolfing
Rudolfing ist eine Ortschaft in der Gemeinde Aigen-Schlägl im Bezirk Rohrbach in Oberösterreich.

## Geographie

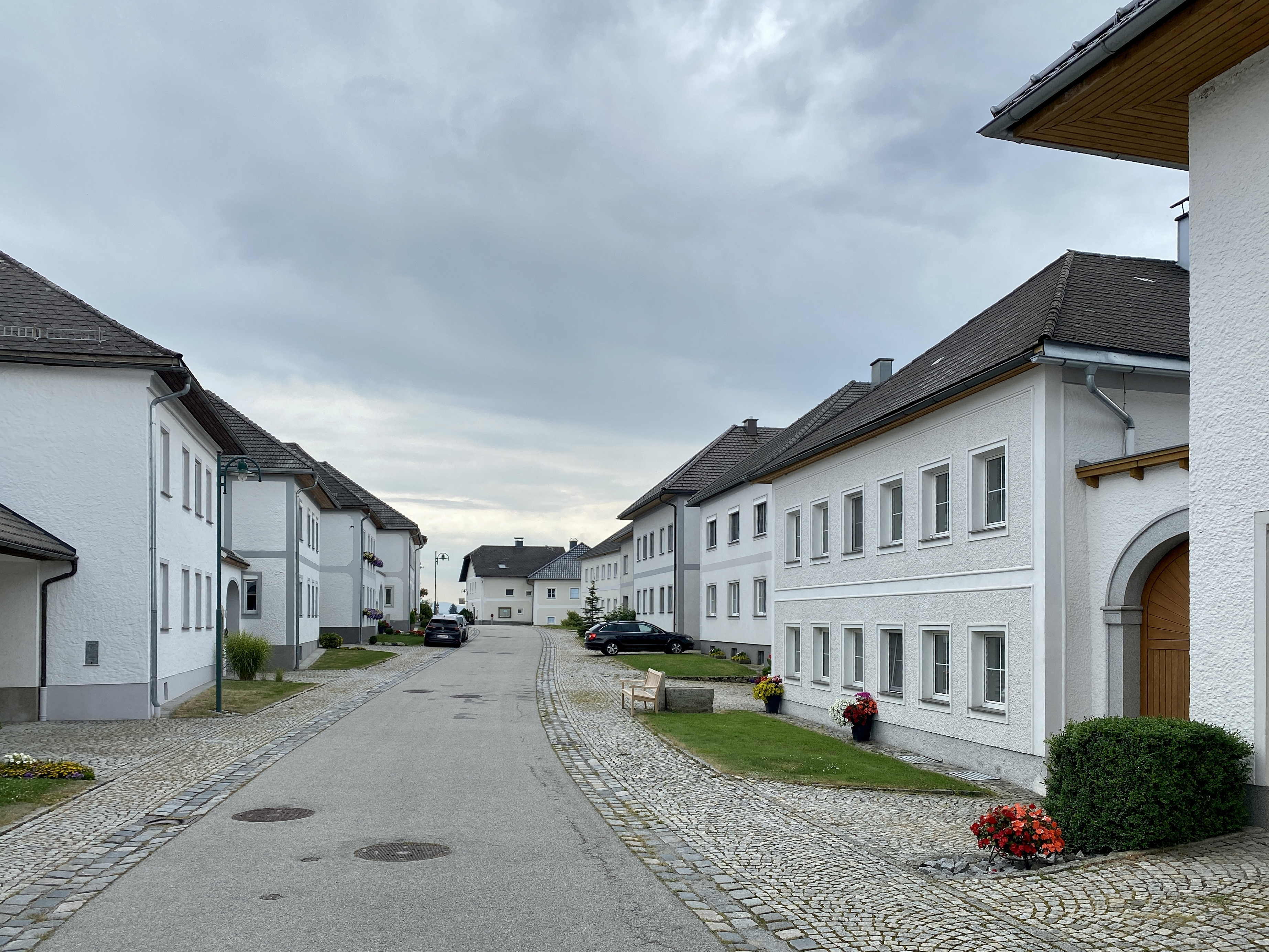
Hauptstraße in Rudolfing

Das Dorf befindet sich westlich des Gemeindehauptorts Aigen im Mühlkreis. Die Ortschaft umfasst einschließlich der Weiler Bruckhäuseln und Bühelhäuser sowie des Einzelhofs Moosbauer 39 Adressen (Stand: 1. April 2020). Die planmäßige Anlage des Dorfs aus Hakenhöfen aus dem 19. Jahrhundert ist für das Mühlviertel ungewöhnlich.
Rudolfing liegt in den Einzugsgebieten der Großen Mühl und des Moosbauerbachs.

## Geschichte
Rudolfing geht wahrscheinlich auf eine Rodung durch das Stift Schlägl im 13. Jahrhundert zurück. Der im Jahr 1303 erstmals urkundlich erwähnte Ortsname leitet sich vermutlich von einer gleichnamigen Siedlung in Bayern her. Bei einem Brand wurden 1610 alle Häuser – noch einstöckige Holzbauten – zerstört. Eine Hungersnot war die Folge. Nach 1750 wurden die Häuser aus festem Baumaterial neu errichtet.
Grünwald wurde am 2. Februar 1868 als eigene Ortschaft ausgegliedert. Fast ganz Rudolfing wurde am 2. August 1888 erneut durch Feuer vernichtet und danach rasch wieder aufgebaut. Infolge von Brandstiftung wurden am 21. Februar 1891 die Häuser Rudolfing Nr. 1, Nr. 1, Nr. 18 und Nr. 19 zerstört. Am Hof von Klaus Pfoser kam es am 16. April 1935 zu einem Brand.
Nach dem Zweiten Weltkrieg wurden die Dorfhäuser oft um- und ausgebaut. Bei einem von 2002 bis 2006 dauernden Dorferneuerungsprojekt wurden sie nach traditionellem Vorbild renoviert. Bis zur Gemeindefusion von Aigen im Mühlkreis und Schlägl am 1. Mai 2015 gehörte das Dorf zur Gemeinde Aigen im Mühlkreis.

## Kultur und Sehenswürdigkeiten
Die einfache Dorfkapelle steht im Südosten des Orts. Der Dreiseithof Rudolfing Nr. 25 weist innen ein Kappengewölbe aus der ersten Hälfte des 19. Jahrhunderts auf.